# Berg-Buschkänguru

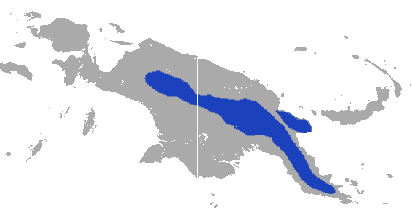
Verbreitungsgebiet des Berg-Buschkängurus

Das Berg-Buschkänguru (Dorcopsulus vanheurni), auch als Kleines Buschkänguru bezeichnet, ist eine Känguruart aus der Gruppe der Buschkängurus. Es lebt im Zentralgebirge von Neuguinea und in den Bergen der Huon-Halbinsel.

## Merkmale
Männliche Berg-Buschkängurus erreichen eine Kopf-Rumpf-Länge von 34 bis 41 cm und haben einen 26 bis 40 cm langen Schwanz. Die bisher vermessenen Weibchen hatten eine Kopf-Rumpf-Länge von 31 bis 44 cm und einen 22 bis 34,5 cm langen Schwanz. Das Gewicht der Tiere liegt bei 1,5 bis 2,3 kg. Der Rücken ist dunkel rotbraun bis schokoladenbraun. Das Rückenfell glänzt. Der Bauch ist heller, hell graubraun bis weißlich. Die Gliedmaßen haben die gleiche Farbe wie der Körper sind bei einigen Exemplaren aber gräulicher. Der Schwanz hat an seiner Basis ein buschiges Fell, das körperferne Drittel ist unbehaart und dunkel.
Verglichen mit dem nah verwandten und im Osten teilweise im gleichen Gebiet vorkommenden Macleay-Buschkänguru (Dorcopsulus macleayi) ist das Berg-Buschkänguru kleiner, hat abgerundetere Ohren, hat ein dunkleres, glänzenderes Fell und einen längeren Schwanz. Beim Macleay-Buschkänguru ist die Spitze weiß.

## Lebensraum und Lebensweise
Das Berg-Buschkänguru ist tagaktiv und lebt in Gebirgen in Neuguinea in primären und sekundären Bergregenwäldern in Höhen von 800 bis 3100 Metern. Über die Lebensweise ist kaum etwas bekannt. Es ernährt pflanzlich von Blättern und Früchten. Bekannte Nahrungspflanzen sind Feigen, Pangiun und Syzygium. Außerdem werden Pilze verzehrt, darunter unterirdisch wachsende. Die Weibchen bekommen ein einzelnes Jungtier pro Jahr. Die Fortpflanzung findet das ganze Jahr über statt.

## Gefährdung
Das Berg-Buschkänguru wird von der IUCN als gering gefährdet (Near Threatened) gelistet. Es wird vom Menschen und von Neuguinea-Dingos stark bejagt und ist in Teilen des ursprünglichen Verbreitungsgebietes (Hunstein-Gebirge und Schrader-Gebirge) inzwischen verschwunden.